# Гулиев, Айюб Салах оглы
Айюб Салах оглы Гулиев (азерб. Əyyub Salah oğlu Quliyev; род. 1 июня 1954, Нахичевань) — азербайджанский учёный, специалист по кометам, доктор физико-математических наук, профессор, член-корреспондент НАНА (с 2001 года).
Президент Азербайджанского астрономического общества. Член Европейского Астрономического Общества. Член Международного Астрономического Союза.
Директор ШАО с 1997 года.

## Научная деятельность
Исследуя кометную систему, А. Гулиев обнаружил более 50 эффектов. Изучал вопрос о взаимодействии комет и планет. Совместно с С. К. Всехсвятским была предсказана тектоническая активность урановых спутников. А. Гулиев предсказал скорое открытие нептуновых колец, детально исследовал явление падения блеска комет, изучал и интерпретировал распределение узлов долгопериодических комет. Им создана новая теория происхождения короткоперигелийных комет
А. Гулиев — автор свыше 160 научных статьей, в том числе 2 книг. В его честь названа малая планета 18749 ayyubguliev.

### Научные достижения
- Создание новой теории происхождения периодических комет
- Создание концепции о неизвестных планетах
- Создание качественно нового электронного каталога орбит комет
- Создание концепции о транснептуновых кометных семействах
- Создание новой теории происхождения короткоперигелийных комет

### Некоторые научные работы
- Гулиев А. С., Всехсвятский С. К. Система комет Урана — пример эруптивной эвомоции спутников планет // Астрономический Журнал. — 1981. — Т. 59, № 3. — С. 630—635. — ISBN 0004-6299.
- Гулиев А. С. О возможности существования в зоне Нептон-Плутон неизвстной планеты // КФНТ. — 1987. — Т. 3, № 2. — С. 28—33.
- Гулиев А. С. К проблеме происхождения комет // КФНТ. — 1992. — Т. 8, № 2. — С. 40—47.
- Гулиев А. С. Результаты исследования узловых расстояний долгопериодических комет // КФНТ. — 1999. — Т. 15, № 1. — С. 85—92.
- Гулиев А. С., Набиев Ш. А. Плутон и кометы // КФНТ. — 2001. — Т. 17, № 6.
- Гулиев А., Набиев Ш. А., Гулиев Р. А., Дадашов А. С. К вопросу о связи комет с копейровыми телами // Астрономический журнал Азербайджана — НАНА, 2012. — Т. 7, вып. 1.